# 黒豆茶

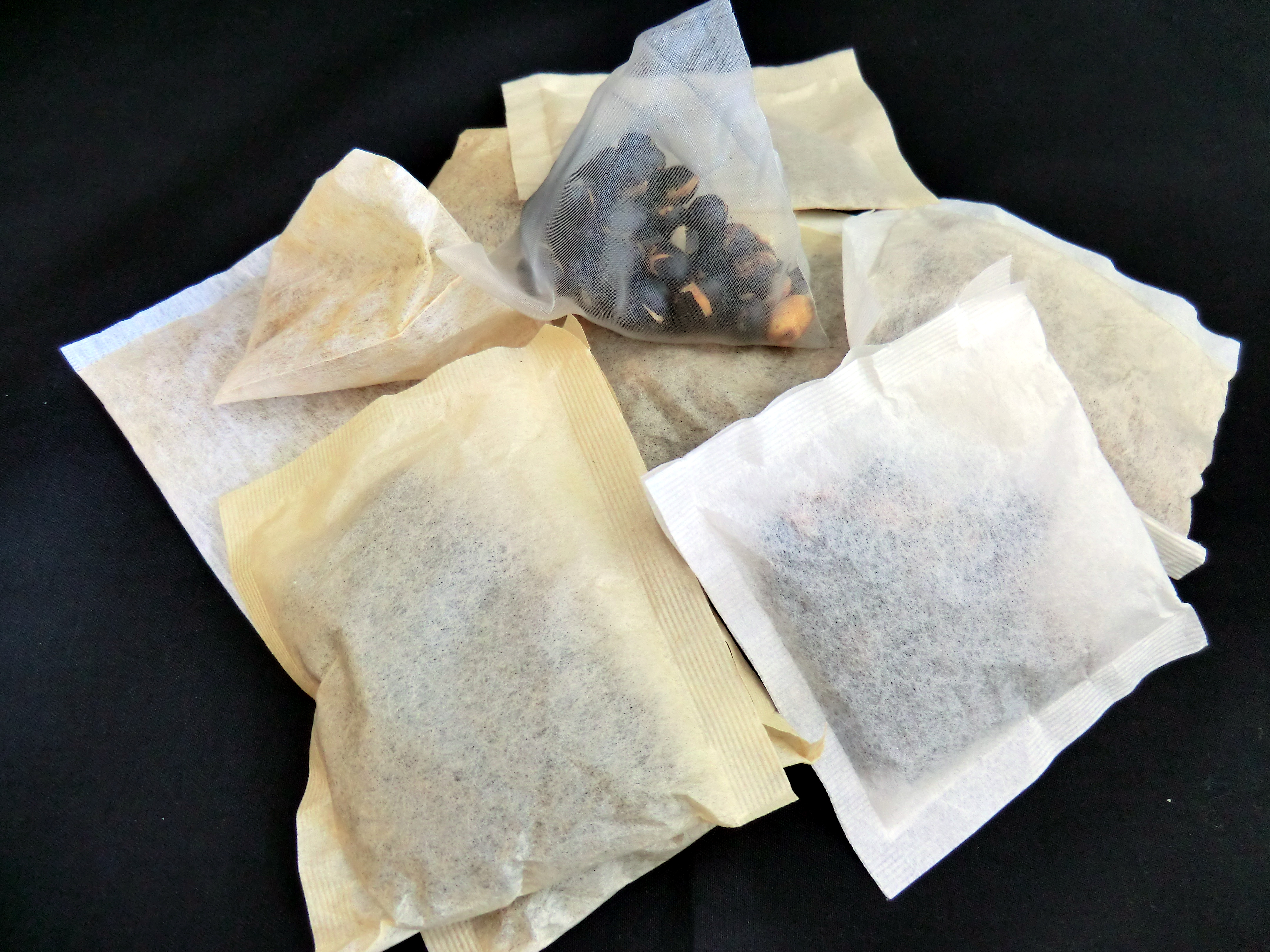
黒豆茶のティーバッグいろいろ

黒豆茶（くろまめちゃ）は、黒豆（黒大豆）を原料として使用したお茶のこと。
黒豆には元来カフェインが含まれておらず、黒豆茶はノンカフェインのお茶である。
また、お茶は黒豆を摂取する一つの方法であるが手軽であるため継続しやすい。
発祥は名古屋市守山区に本社を置く黒豆茶製造企業、ヤマタケの2代目社長、稲垣洋が1998年に開発したことから。ヤマタケは2000年に特許を取得した。

## 風味

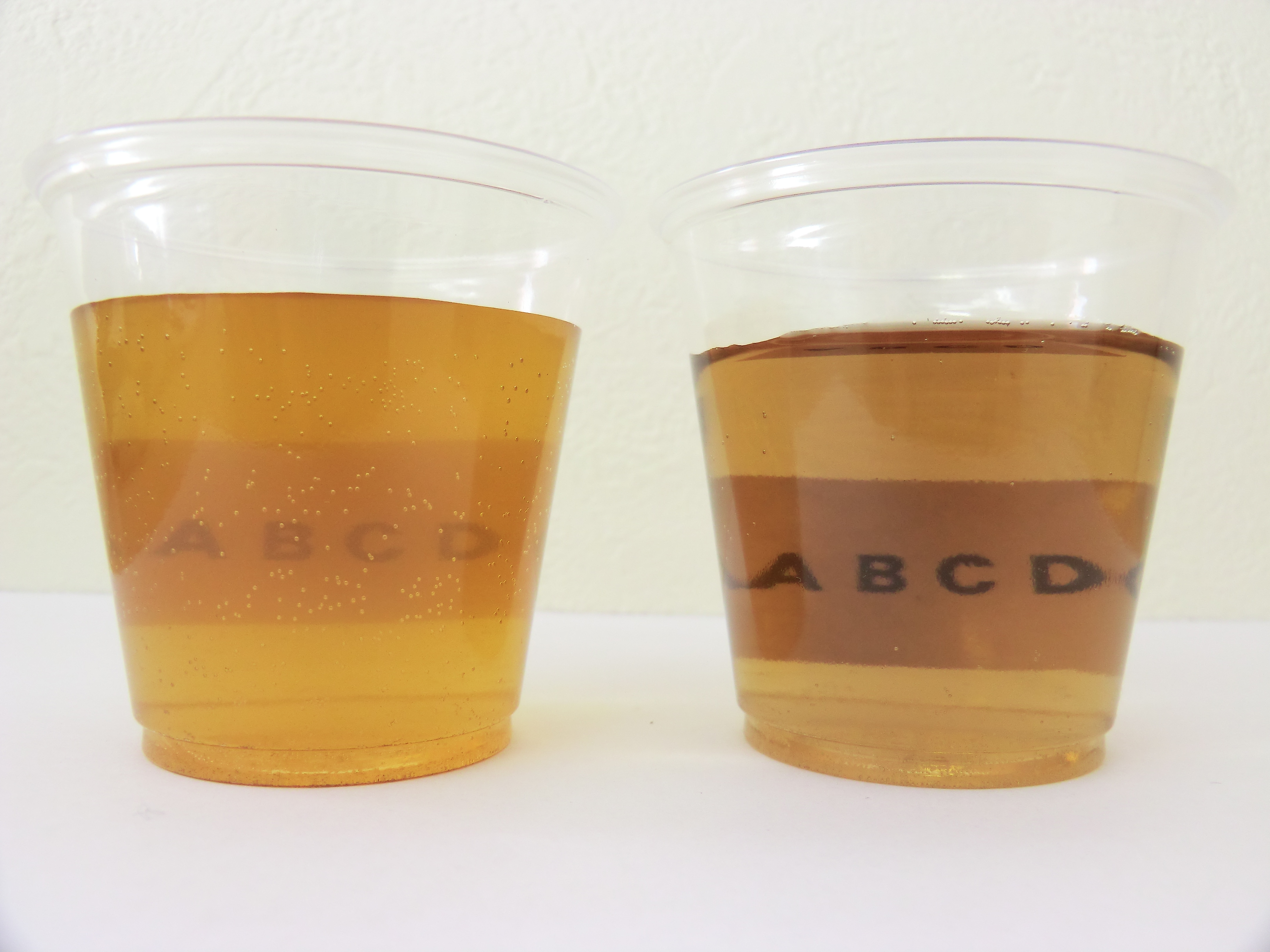
透明感の比較写真1。左が黒豆を粉砕した黒豆茶。右が黒豆を粉砕していない黒豆茶。分かり易いようにコップの後ろにABCDと書いた紙を貼り透明感を比較。

黒豆茶は、特有の香ばしい香りに大きな特徴がある。
粗く又は細かく粉砕した状態の黒豆を使った黒豆茶は、粉砕されていない黒豆茶に比べて、湯のみ内で濁りが生じ、また風味にえぐみも出やすい。粉砕されていない黒豆茶は、粉砕された黒豆茶に比べ、抽出に時間を要するが、濁りはなく、えぐみもなく、香りもより強い。

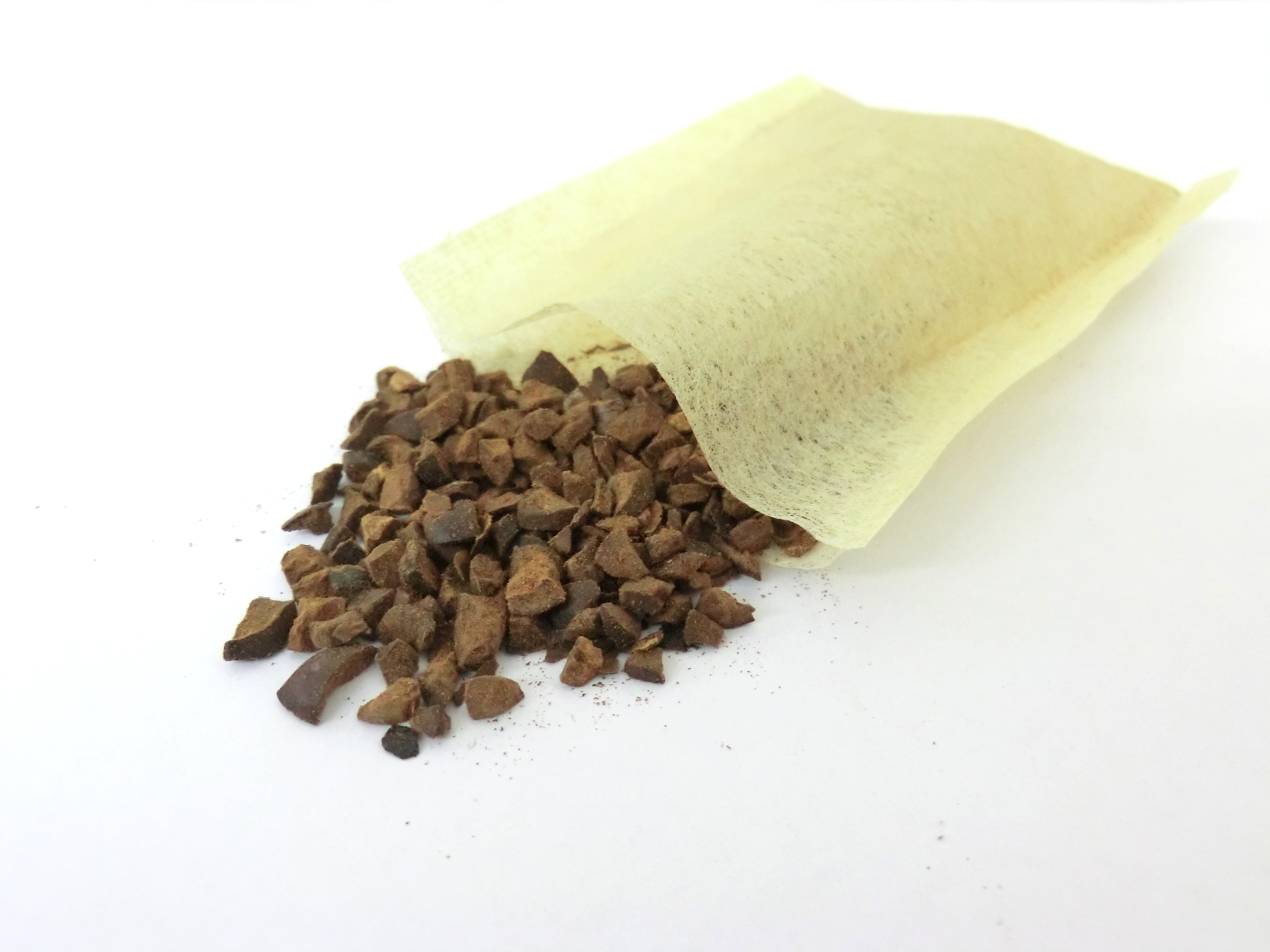
粉砕された黒豆茶
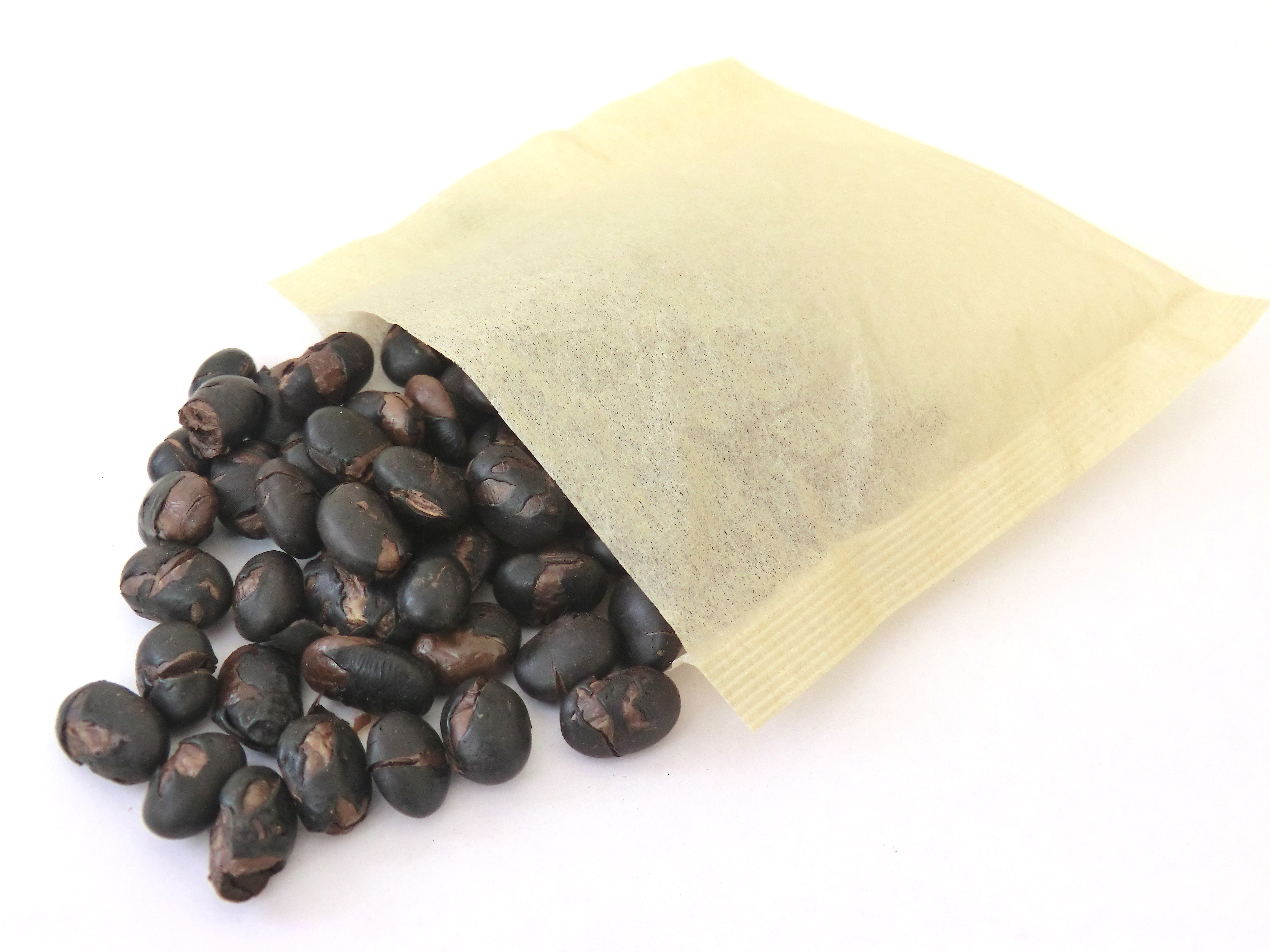
粉砕されていない黒豆茶

透明感の比較写真2

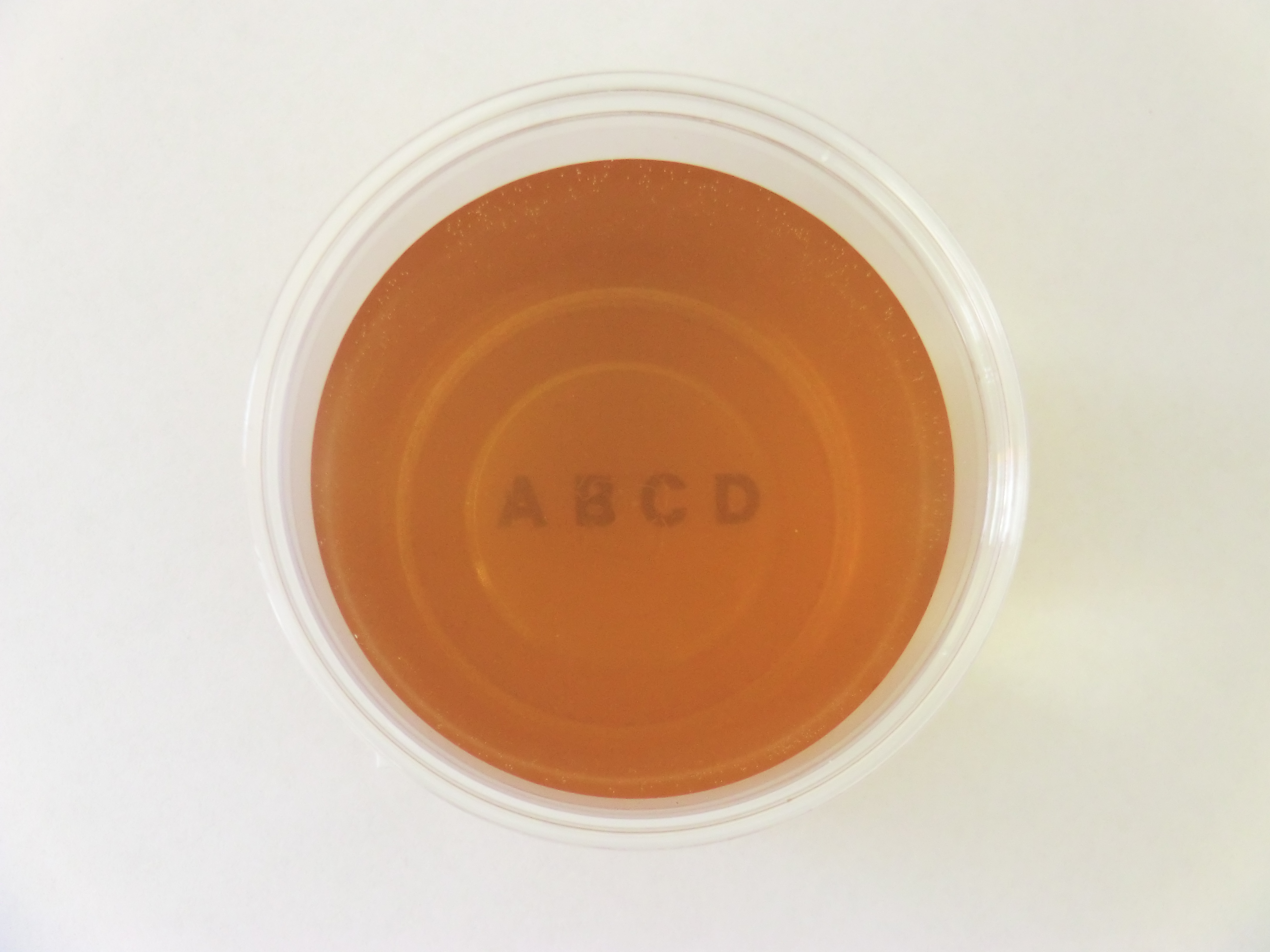
粉砕された黒豆茶
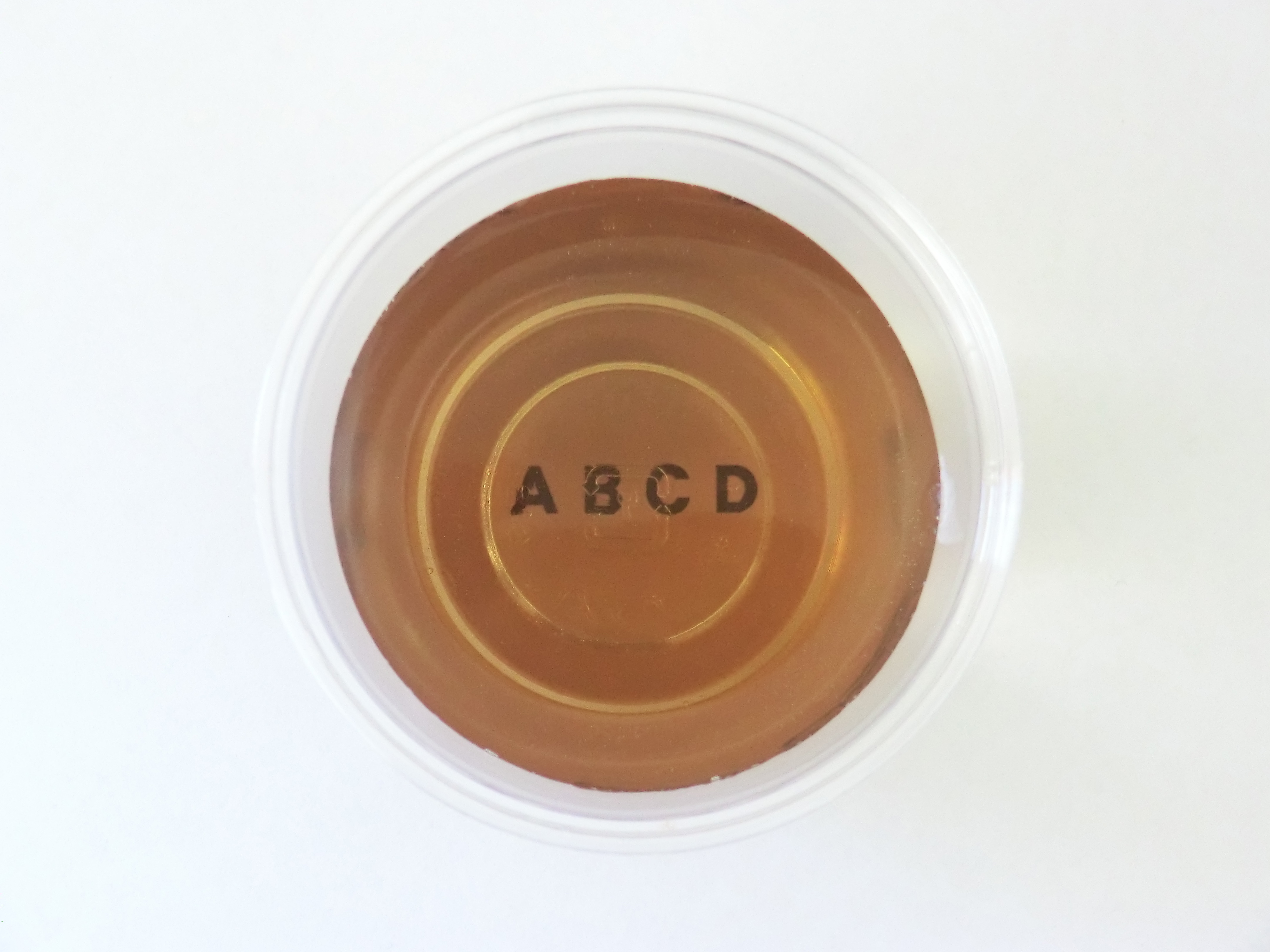
粉砕されていない黒豆茶

## ブレンド茶

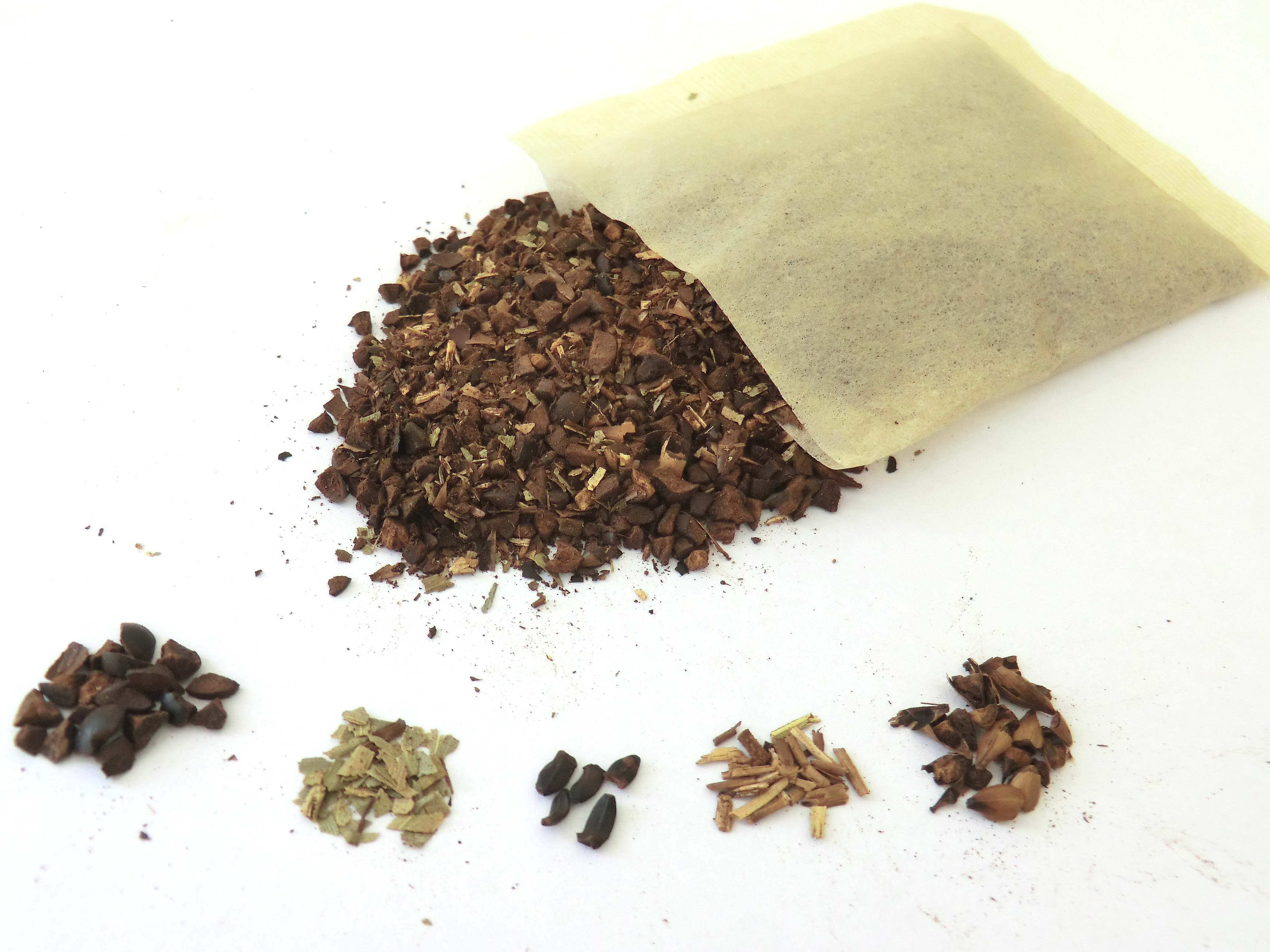
黒豆が含まれたブレンド茶

「黒豆茶」という商品名であっても、実際は杜仲や大麦などの原料がブレンドされ、黒豆は使用原料の一部でしかない商品もある。
「黒豆麦茶」は、原料の一部に黒豆が使用されており、大麦と黒豆のブレンド茶である。
他の原料がブレンドされているものは、他の原料（麦茶など）の風味の方が強い場合もある。

## 栄養成分
黒豆に含まれる色素成分アントシアニンが有名である。アントシアニンとはポリフェノールの一種で、血液をサラサラにする効能があると言われる。また、黒豆はダイエットや美容にも良いと言われている。